# Sherlock Holmes (film 1932)
Sherlock Holmes è un film giallo del 1932 diretto da William K. Howard. Si basa su un lavoro teatrale dallo stesso titolo scritto da William Gillette, a sua volta ispirato alle storie di Arthur Conan Doyle.

## Trama
Moriarty viene condannato a morte e Sherlock Holmes si prepara a ritirarsi in campagna e sposare la sua compagna.
Durante il processo Moriarty giura di vendicarsi dicendo che anche Holmes, il tenente Gore-King di Scotland Yard e il giudice del processo saranno impiccati. Quando Moriarty riesce ad evadere per compiere la sua minaccia, Holmes è costretto a posticipare il suo ritiro.

## Produzione
Un film su Holmes diverso dal solito, legato più alla piece teatrale a cui è tratto, che ai libri di Arthur Conan Doyle.
Brook aveva interpretato Holmes tre anni prima in The Return of Sherlock Holmes.
Reginald Owen interprerà Holmes nel film A Study in Scarlet (1933), divenendo così il primo attore ad interpretare sia Holmes che Watson (gli altri saranno: Jeremy Brett, Watson in alcuni lavori teatrali e Holmes in una serie Tv britannica; Carleton Hobbs, entrambi i ruoli in una serie radiofonica inglese; Patrick Macnee, entrambi i ruoli in film televisivi americani).

## Distribuzione
Venne distribuito nelle sale cinematografiche americane dalla Fox Film Corporation il 6 novembre 1932.